# Kansas
Kansas (phát âm như là Ken-dợtx) là tiểu bang ở miền Trung Tây Hoa Kỳ. Tiểu bang này được đặt tên theo sông Kansas chảy qua tiểu bang, và tên của sông bắt nguồn từ tiếng Sioux Kansa có nghĩa là "dân tộc của gió nam". Kansas là trung tâm địa lý của đất liền Hoa Kỳ.

## Địa lý

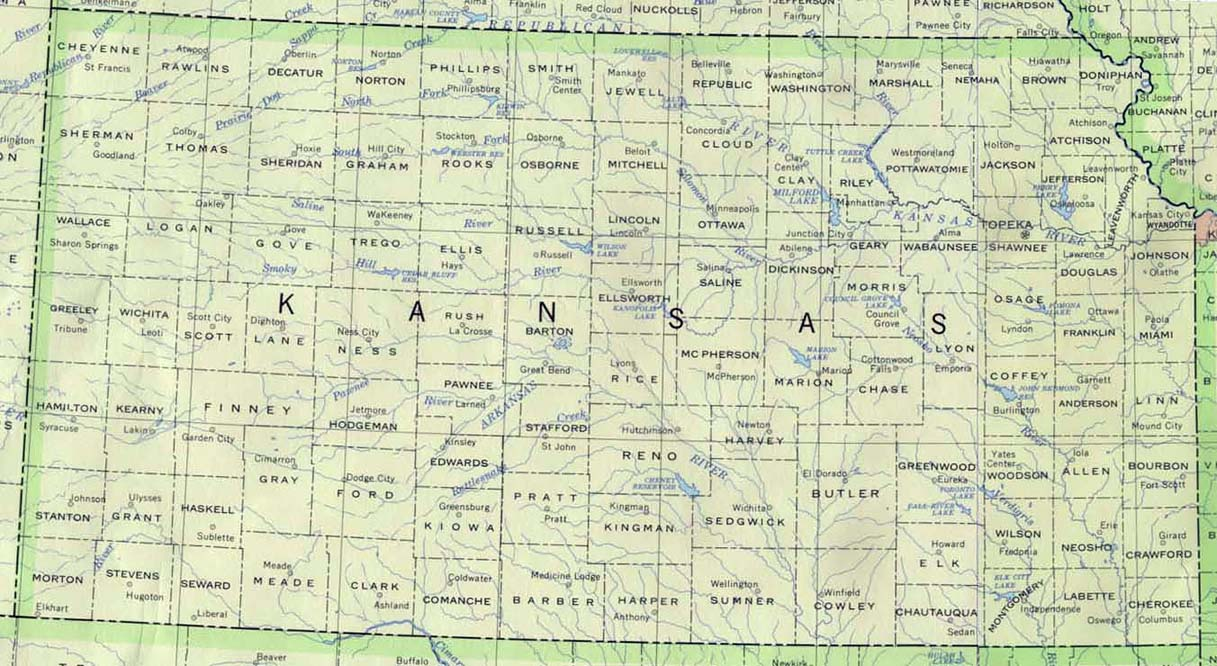
Bản đồ các quận và quận lý Kansas

Kansas giáp với Nebraska về phía bắc, Missouri về phía đông, Oklahoma về phía nam, và Colorado về phía tây. Nó nằm cách đều Thái Bình Dương và Đại Tây Dương. Trung tâm đo đạc của Bắc Mỹ nằm thuộc Quận Osborne. Chỗ này được sử dụng làm vị trí tham khảo cho các bản đồ được vẽ bởi chính phủ. Trung tâm địa lý của các tiểu bang đất liền thuộc về Quận Smith gần Lebanon, Kansas, và trung tâm địa lý của Kansas ở thuộc Quận Barton.
Vì nó là tiểu bang trung tâm của Liên bang, việc xếp Kansas vào một miền địa lý chuẩn trong quốc gia hơi khó, nhưng nó thường được coi là một tiểu bang Trung Tây. Đôi khi phần tây nam của tiểu bang được bao gồm vào miền Tây Nam Hoa Kỳ, tại ngày xưa có lúc khi vùng đó thuộc Tây Ban Nha, México, rồi Cộng hòa Texas, trong khi những vùng khác của Kansas không phải vậy.
Tiểu bang này được chia thành 105 quận và có 628 thành phố. Kansas là một trong sáu tiểu bang thuộc Dải Biên giới.

### Địa hình

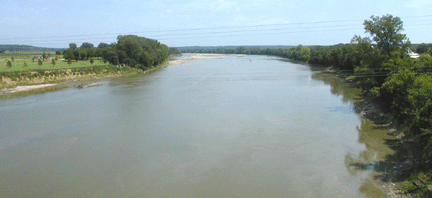
Sông Kansas gần De Soto và Lenape, Kansas

Vì Kansas nằm trên đồng bằng Great Plains ở giữa Hoa Kỳ, nó thường có đất bằng phẳng hay nhấp nhô, và trên quy mô rộng lớn, nó gần như bằng phẳng hoàn toàn – thực sự bằng hơn một bánh kếp! Độ cao của nó kéo dài từ 208 mét (684 foot) bên cạnh bờ sông Verdigris tại Coffeyville ở Quận Montgomery, tới 1.231 m (4.039 foot) tại Núi Hướng dương (Mount Sunflower) ở Quận Wallace.
Sông Missouri phân chia gần 120 kilômét (75 dặm) của ranh giới đông bắc của tiểu bang. Sông Kansas bắt đầu ở chỗ mà sông Đồi khói (Smoky Hill River) và sông Cộng hòa (Republican River) nối liền ở Junction City (Thành phố Junction), và nó nối với sông Missouri tại Thành phố Kansas (Kansas City), sau khi chảy 240 km (150 dặm) qua miền đông bắc của tiểu bang. Sông Arkansas bắt đầu ở Colorado và chảy theo đường quanh co dài gần 800 km (500 dặm) qua ba phần tư của tiểu bang. Nó và các nhánh sông – sông Tiểu Arkansas, sông Walnut, nhánh sông Bò (Cow Creek), sông Cimarron, sông Verdigris, và sông Neosho – là hệ thống thoát nước của miền nam tiểu bang. Các sông quan trọng kia là sông Saline và sông Solomon, các nhánh của sông Đồi khói; sông Xanh Lớn (Big Blue River), sông Delaware, và sông Wakarusa (ba con sông này chảy vào sông Kansas); và sông Marais des Cygnes, một nhánh của sông Missouri.

### Các công viên quốc gia

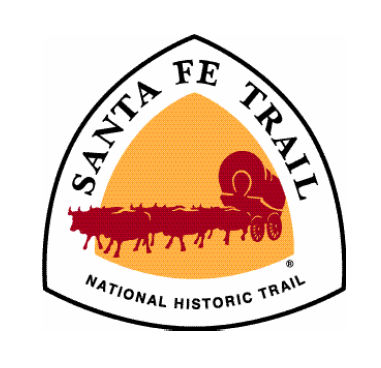
Biểu trưng Đường mòn Santa Fe

Các vùng thực thuộc Dịch vụ Vườn Quốc gia (NPS) bao gồm:
- Khu lưu niệm Quốc gia Brown kiện Ủy ban Giáo dục (Brown v. Board Of Education National Historic Site) tại Topeka
- Đường mòn lịch sử Quốc gia California
- Khu lưu niệm Quốc gia Fort Larned tại Larned
- Khu lưu niệm Quốc gia Fort Scott
- Đường mòn lịch sử Quốc gia Lewis và Clark
- Khu lưu niệm Quốc gia Nicodemus tại Nicodemus
- Đường mòn lịch sử Quốc gia Oregon
- Đường mòn lịch sử Quốc gia Pony Express (bưu chính tốc hành bằng ngựa)
- Đường mòn lịch sử Quốc gia Santa Fe
- Khu vực cấm săn Đồng cỏ Tallgrass (Tallgrass Prairie National Preserve) gần Thành phố Strong (Strong City)

### Các thành phố quan trọng

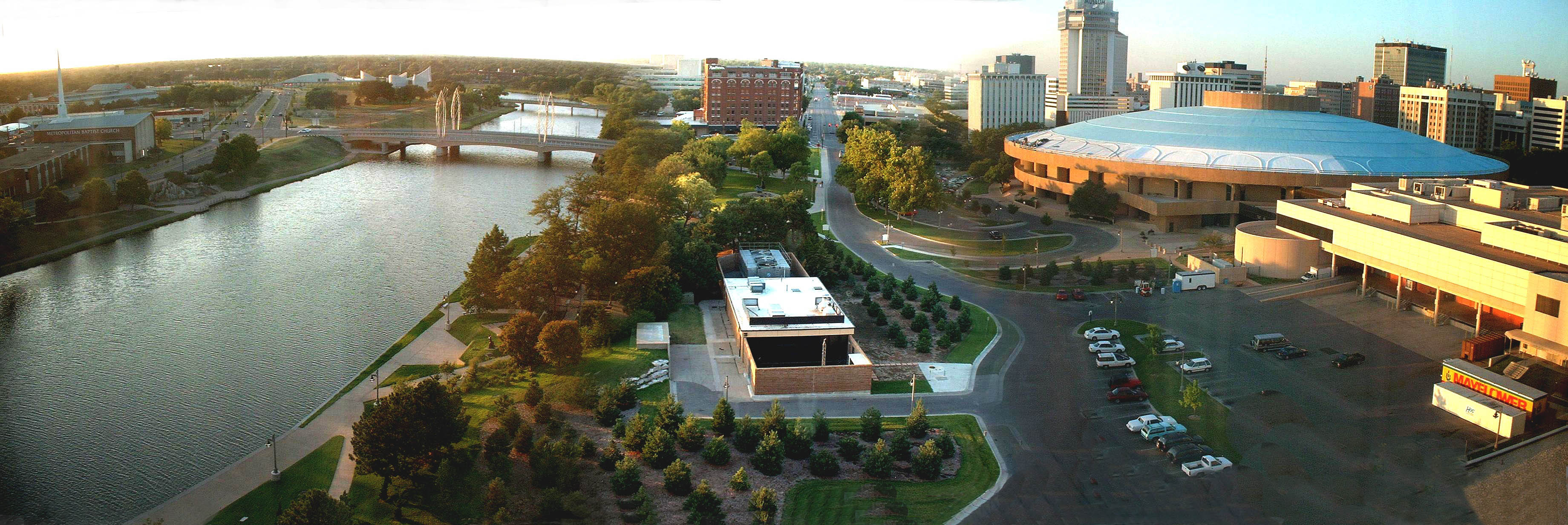
Trung tâm Hội chợ Century II tại Wichita

Theo đạo luật tiểu bang, các thành phố được phân loại thành ba cấp, tính theo dân số "theo bất cứ thống kê dân số nào". Những thành phố cấp ba có ít hơn 5.000 người, nhưng nếu thành phố đạt được dân số hơn 2.000 người, nó có thể dành cấp hai. Cấp hai có hạn chế chỉ bao gồm những thành phố ít hơn 25.000 người, và khi tới 15.000 người, những thành phố cấp hai có thể được cấp một. Các thành phố cấp một và hai không trực thuộc thị trấn nào.
| Dân số hơn 10.000 người (khu vực thành thị) - Lawrence, vị trí của Đại học Kansas - Manhattan, vị trí của Đại học Tiểu bang University - Girard - Salina - Leavenworth - Hutchinson - Garden City (Thành phố Vườn) - Junction City (Thành phố Junction) - Emporia, vị trí của Đại học Tiểu bang Emporia - Dodge City (Thành phố Dodge) - Pittsburg, vị trí của Đại học Tiểu bang Pittsburg - Hays, vị trí của Đại học Tiểu bang Fort Hays - Newton - Liberal - Great Bend - El Dorado - McPherson - Thành phố Arkansas (Arkansas City) - Winfield - Ottawa - Coffeyville - Parsons - Atchison - Independence - Gardner - Derby | Dân số hơn 100.000 người (khu vực thành thị) - Wichita vị trí của Đại học Tiểu bang Wichita - Thành phố Kansas, Kansas (Kansas City) - Topeka, vị trí của Đại học Washburn                         |
| Dân số hơn 10.000 người (khu vực thành thị) - Lawrence, vị trí của Đại học Kansas - Manhattan, vị trí của Đại học Tiểu bang University - Girard - Salina - Leavenworth - Hutchinson - Garden City (Thành phố Vườn) - Junction City (Thành phố Junction) - Emporia, vị trí của Đại học Tiểu bang Emporia - Dodge City (Thành phố Dodge) - Pittsburg, vị trí của Đại học Tiểu bang Pittsburg - Hays, vị trí của Đại học Tiểu bang Fort Hays - Newton - Liberal - Great Bend - El Dorado - McPherson - Thành phố Arkansas (Arkansas City) - Winfield - Ottawa - Coffeyville - Parsons - Atchison - Independence - Gardner - Derby | Các ngoại ô lớn của Thành phố Kansas, Kansas, gần Thành phố Kansas, Missouri - Công viên Overland (Overland Park), vị trí của Đại học Cộng đồng Quận Johnson - Olathe - Lenexa - Shawnee - Leawood |

## Lịch sử
Ngày xưa có nhiều dân cư thổ dân đi săn con trâu, vùng Kansas được người Mỹ trắng đến ở vào thập niên 1850. Bắt đầu từ năm 1854, các người theo chủ nghĩa giải phóng nô lệ và các người ủng hộ chế độ nô lệ vội vàng tràn vào tiểu bang để biểu quyết vụ Kansas được trở thành tiểu bang tự do (cấm nô lệ) hay không. Được gọi Kansas chảy máu (tiếng Anh: Bleeding Kansas), nó trở thành lò lửa bạo lực và hỗn độn hễ khi những lực lượng ủng hộ và chống chế độ nô lệ gặp nhau. Năm 1861, Kansas được gia nhập Liên bang là tiểu bang tự do. Sau Nội chiến Mỹ, Kansas mở mang do nhập cư tràn vào từng đợt và làm đồng cỏ thành đất chăn nuôi thành công. Ngày nay Kansas là một trong những tiểu bang thành công nhất về nông nghiệp, dẫn đầu nước về sản xuất lúa mì.